# シルビア・クリステル

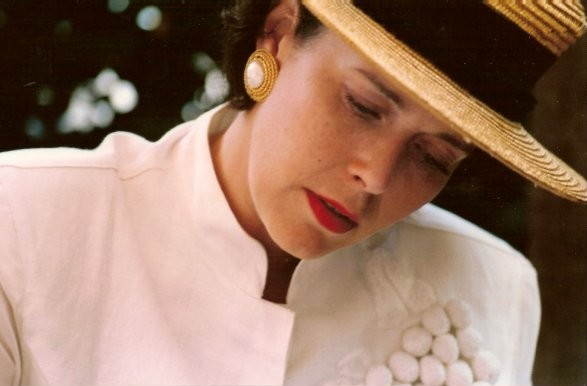
1990年のカンヌ映画祭にて

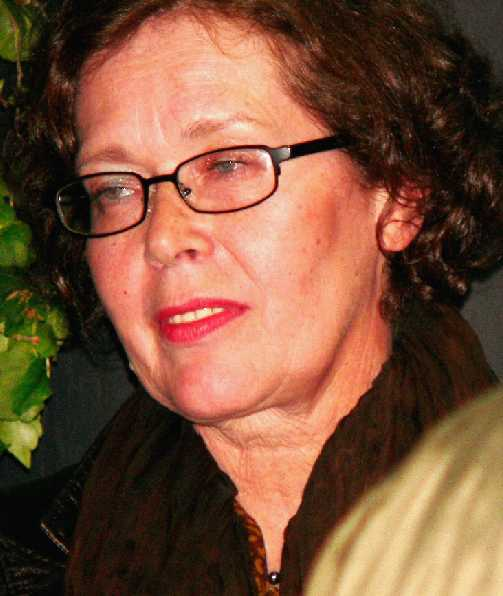
シルビア・クリステル（2009年撮影）

シルビア・クリステル（Sylvia Kristel、1952年9月28日 - 2012年10月17日）は、オランダ・ユトレヒト出身のファッションモデル・映画女優。身長174センチメートル。瞳はモスグリーン。

## 来歴
両親はオランダ・ユトレヒトで宿屋を経営していた。妹と弟が1人ずついる。その宿屋に11年間住んだ。2006年にフランスで出版された自叙伝「Nue」（英語の「Nude」） によると9歳の時に宿泊客にレイプされた。両親は仕事に忙しく、子供に酒を与えて寝かしつけていた。自叙伝ではドラッグやアルコールに溺れた生活や、歳の離れた男性に惹かれてしまう性癖が記されている。さらには11歳の頃からヘビースモーカーであった。12歳から15歳まで宗教関係の寄宿学校で学ぶ。14歳の時に父親が家を出ていき両親は離婚。17歳でモデルの仕事を始めた。アムステルダムの大学へ入ったが中退。ウェイトレスやファッションモデル、秘書など20種類に近い職業を転々。1973年にはミスコンテスト「Miss TV Europe」で優勝している。IQが165あり、小学校では4学年を飛び級という経験をしている。言葉は、オランダ語、英語、フランス語、ドイツ語とイタリア語を話せるという、マルチリンガルな才能を持つ。
どうしても映画女優になりたくて、クロード・ルルーシュに売り込みに行ったり、オランダのショウビジネス界に影響力を持つピム・デ・パラに売り込み、パラの紹介で3本のオランダ映画に出演し、女優の道を歩き始めた。
1973年に『処女シルビア・クリステル/初体験』で映画デビュー。3本のオランダ映画は全て1973年製作で、タイトルは、『Because of the Cats』『Frank en Eva』『Naakt over de schutting』で、『エマニエル夫人』公開前は全て日本で未公開のため、それぞれ『猫が原因』『フランクとエバ』『フェンス越しの裸体』と直訳されていた。映画デビュー作は日本では『猫が原因』と報道されていたが、『エマニエル夫人』公開後のシルビア人気で『Frank en Eva』を『処女シルビア・クリステル/初体験』と日本語タイトルを付け、これを映画デビュー作と称して日本でも公開された。
オランダ時代に27歳年長のベルギーの作家・詩人・フーゴ・クラウスと同棲し、1975年に生まれたアルチュールという息子が1人おり、彼もまた映画俳優になっている。1970年代半ばを通して、フーゴ・クラウスと交際していた。
1974年にエマニュエル・アルサンの人気小説『エマニュエル』を映画化したソフトコア映画『エマニエル夫人』に出演し、世界的な名声を獲得する。その後の続編3作とテレビシリーズにも出演している。
彼女は自らエマニュエルのような役を自分のはまり役と考え、しばしばこのような役を演じている。例としてチャタレイ夫人や第一次世界大戦での女性スパイ、マタ・ハリなどが挙げられる。
彼女は映画で共演したイアン・マクシェーンとともに、息子のアルチュールを残して、アメリカ・ロサンゼルスに移住。アメリカでの女優としての成功を目指した。しかし、イアンとの5年間の同棲は結局破綻した。この間にコカインを覚えた。その後、2度の結婚を経験。相手はアメリカ人ビジネスマン（5ヶ月で離婚）と次は映画プロデューサーであったが、破産により関係も破綻。その後、ベルギーのラジオ番組のプロデューサーと10年間ほど暮らした。2002年に喉頭癌、2004年には肺癌の手術を受けている。
2008年9月、日本のテレビ番組『SMAP×SMAP』にゲスト出演している。
晩年はオランダのアムステルダムに居住。年下の男性と同棲し、絵を描くことに没頭して暮らした。2012年6月に咽頭癌の手術を受け、その後に脳卒中で倒れてアムステルダムの病院に入院していた。同年10月17日、入院先の病院で死去。60歳没。

## 主な出演作品
- 処女シルビア・クリステル/初体験 Frank en Eva （1972年）
- エマニエル夫人 Emmanuelle （1974年）
- 卒業試験 Es war nicht die Nachtigall （1974年）
- 暴かれたスキャンダル Un linceul n'a pas de poches （1974年）日本劇場未公開
- 続エマニエル夫人 Emmanuelle l'antivierge （1975年）
- 危険な戯れ Le Jeu avec le feu （1975年）
- 夜明けのマルジュ La marge （1976年）
- 華麗な関係 Une femme fidèle （1977年）
- さよならエマニエル夫人 Goodbye Emmanuelle （1977年）
- シルビア・クリステルの ピンク泥棒 René la Canne （1977年）
- ルトガー・ハウアー&シルビア・クリステルの ミステリーズ Mysteries （1978年）
- エアポート'80 The Concorde ... Airport '79 （1979年）
- ピンクのルージュ Letti selvaggi （1979年）
- 0086笑いの番号 The Nude Bomb (1980年)
- プライベイトレッスン Private Lessons （1981年）
- チャタレイ夫人の恋人 Lady Chatterley's Lover （1982年）
- シルビア・クリステルの キス・オブ・ゴールド/華麗なる女の闘い The Million Dollar Face （1981年）テレビ映画
- プライベイトスクール Private School （1983年）
- エマニュエル Emmanuelle 4 （1984年）
- シルビア・クリステルの ディープレッスン The Big Bet （1985年）
- 魔性の女スパイ Mata Hari （1985年）日本劇場未公開
- レッド・ヒート Red Heat （1985年）日本劇場未公開
- シルビア・クリステル/蒼ざめた欲望 The Arrogant （1987年）
- カサノバ Casanova （1987年）テレビ映画
- ドラキュラ・ウィドー Dracula's Widow （1986年）
- エマニュエル〜媚薬の香り （1992年 - 1993年）テレビシリーズ ※ビデオタイトルは『エマニュエル・ザ・ハード』
  - エマニュエル 愛欲のチベット Le secret d'Emmanuelle
  - エマニュエル 香港の情事 L'amour d'Emmanuelle
  - エマニュエル ギリシャの誘惑 Magique Emmanuelle
  - エマニュエル カンヌの悦楽 Le parfum d'Emmanuelle
  - エマニュエル マンハッタンの背徳 La revanche d'Emmanuelle
  - エマニュエル ベニスの欲情 Emmanuelle à Venise
  - エマニュエル アムステルダムの追憶 Éternelle Emmanuelle
- シルビア・クリステル/奴隷貴婦人 Silence of the Body 성애의침묵 （1992年）アメリカ・韓国合作映画
- ブレイントラスト Die Unbesiegbaren （2000年）テレビ映画
- それぞれのシネマ Chacun son cinéma （2007年）カンヌ国際映画祭60回記念製作映画、オムニバス映画
  - エロチックな映画 Cinéma Erotique
- Two sunny days （2010年）